# Licomedes (pare de Deidamia)

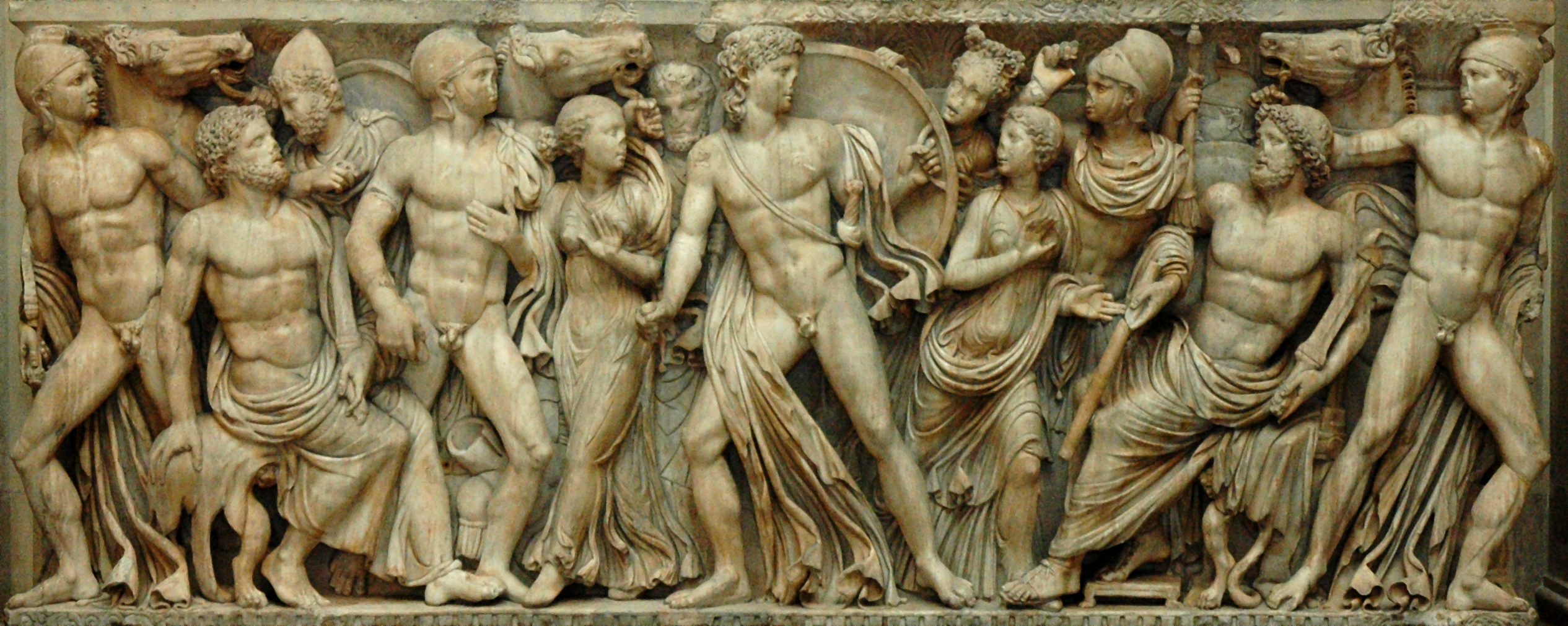
Aquil·les a la cort de Licomedes. Museu del Louvre Ma2120

Segons la mitologia grega, Licomedes (en grec antic Λυκομήδης), va ser rei dels dolops a l'illa d'Esciros, pare de Deidamia.
Era rei a l'època de la guerra de Troia. Tetis li confià el seu fill Aquil·les quan volia deslliurar-lo del seu destí, ja que sabia que si anava a assetjar Troia, hi moriria. Licomedes l'amagà al gineceu entre les seves filles, disfressat de dona. L'heroi es va enamorar d'una de les filles del rei, Deidamia, que li va donar un fill, Neoptòlem. Entre les dones es coneixia Aquil·les amb el nom de Pirra, Issa o Cercísera. A la fi va ser descobert per Ulisses.
També acollí Teseu quan era a l'exili després de la mort dels Palàntides, o de la mort d'Hipòlit, o per altres motius, segons els autors, i aquest li va demanar de refugiar-se a la seva cort. Licomedes va tenir por que el nouvingut no es guanyés el respecte i l'admiració dels seus súbdits i li usurpés el regne, o potser no li volia tornar les riqueses que li guardava en dipòsit. El va portar amb un pretext amistós al cim d'un penya-segat i el va matar a traïció tirant-lo de dalt a baix.